# Vereinigung Göttinger Papierhändler
Die Vereinigung Göttinger Papierhändler war ein Zusammenschluss von Anbietern von Papiersorten und -waren und Buchbinder-Meistern mit eigenen Ladengeschäften. Die Organisation mit Sitz in Göttingen trat insbesondere als Verlag von Ansichtskarten in Erscheinung.

## Geschichte
Die 1907 in Göttingen gegründete Organisation war ein Interessenverband zur Wahrung der Interessen ihrer Mitglieder, insbesondere um gegenüber „Schleuderfirmen“ und Behörden geschlossen auftreten zu können. Zudem verpflichteten sich die Mitglieder durch eigenhändige Unterschrift, „die Erzeugnisse der Schund- und Schmutzliteratur in ihren Geschäften nicht zu führen.“
Außerdem sollten Artikel gefunden und produziert werden, deren Herstellung in Selbstanfertigung für den einzelnen Händler jeweils nur wenig Gewinn bringen würden, in einheitlicher und zentral gelenkter Massenfertigung jedoch geldwerte Vorteile für alle Mitglieder bringen könnte. Hierzu bot sich vor allem die Herausgabe von – angeblich „im Jahre 1870 in Göttingen erfundener“ – Ansichtskarten an, für deren Vertrieb die Vereinigung Göttinger Papierhändler als Verlag auftrat und mit der zugleich erfolgreich Werbung für die Universitätsstadt Göttingen an sich platziert werden konnte.

## Ansichtskarten der Vereinigung Göttinger Papierhändler

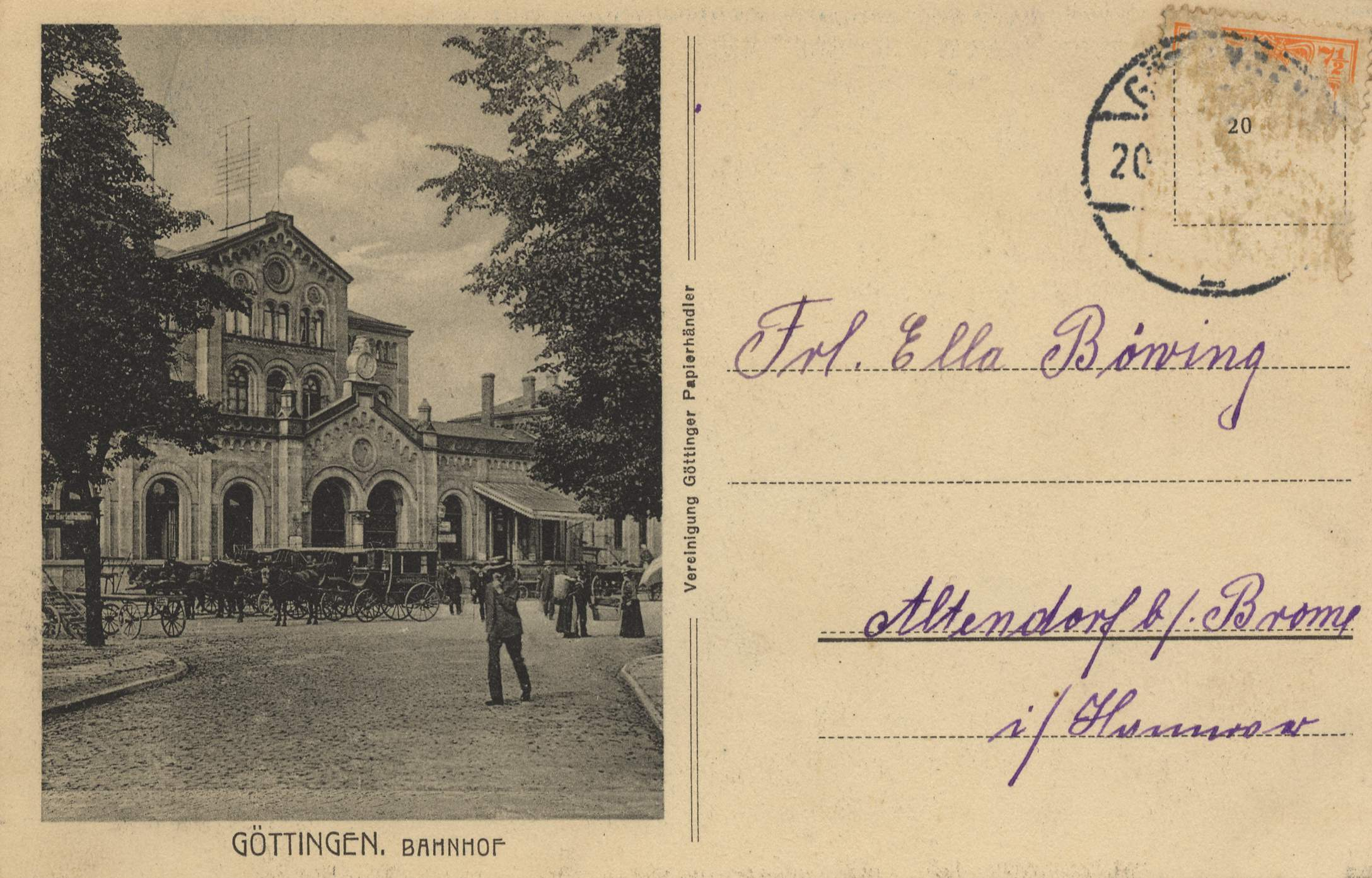
Der Göttinger Bahnhof
Luftbildfotografie vom Ballon Hannover am „Göttinger Blumentag“ am 9. Juli 1911
Ähnliche Aufnahme am selben Tag aus 1.500 m Höhe; Digitalisat des Deutschen Zentrums für Luft- und Raumfahrt
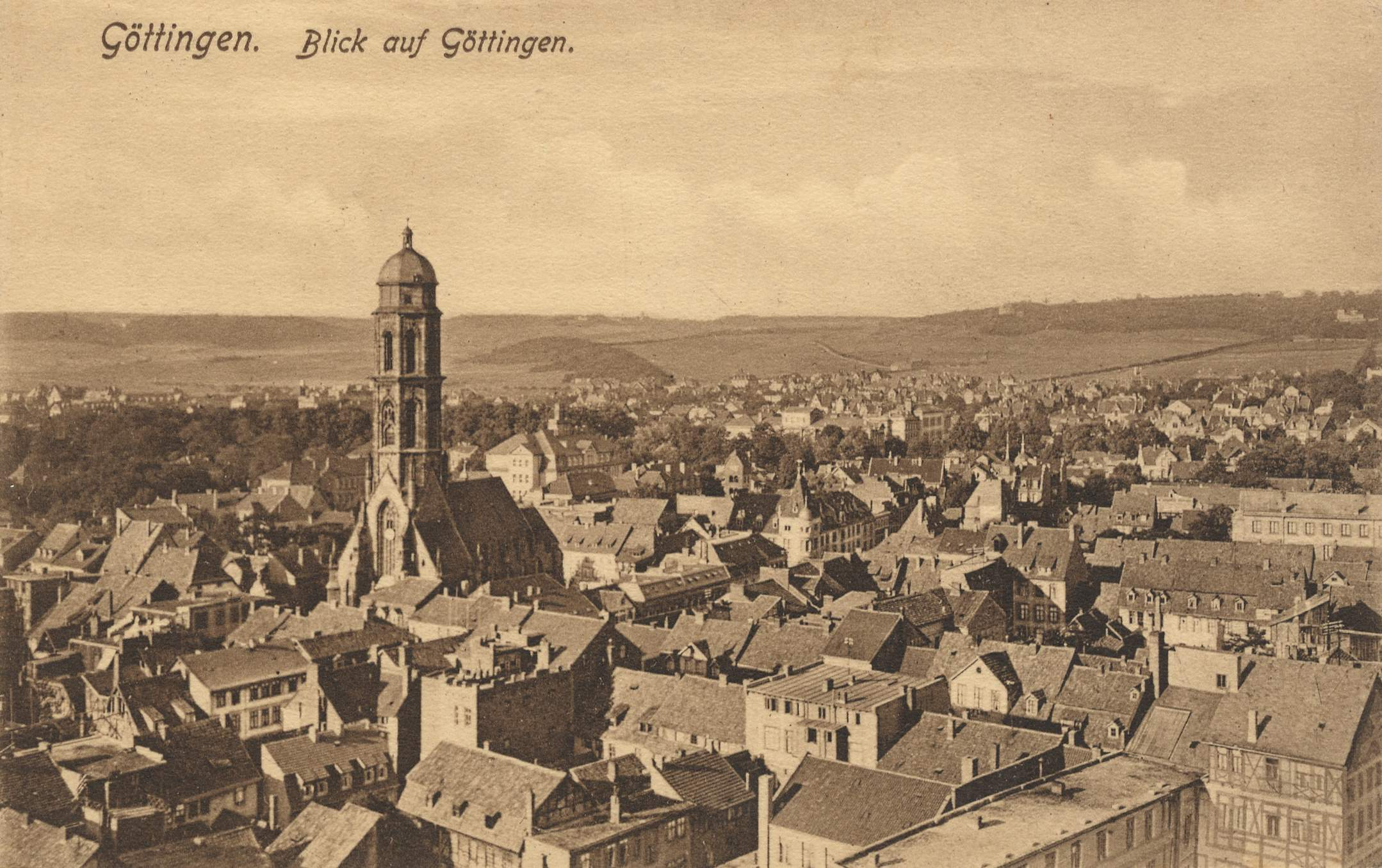
„Blick auf Göttingen“, gesammelt bei zeno.org
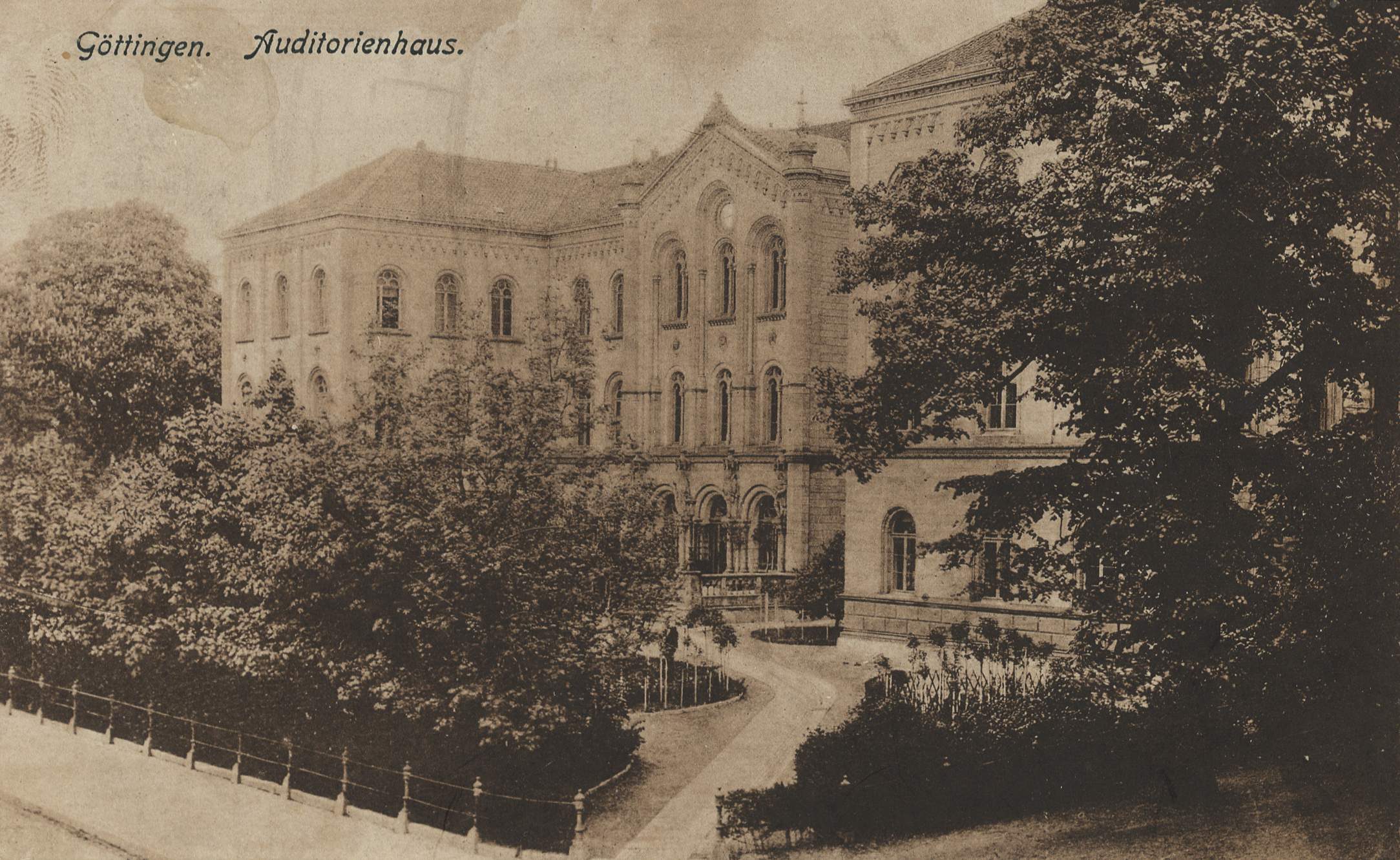
Das Auditorienhaus

## Archivalien
Archivalien von und über die Vereinigung Göttinger Papierhändler finden sich beispielsweise
- im Stadtarchiv Göttingen als „Protokollbuch“ der Jahre 1929 bis 1932[4]